# دونرسدورف
دونرسدورف (به آلمانی: Donnersdorf) یک شهر در آلمان است که در بایرن واقع شده‌است.

## خصوصیات
دونرسدورف ۲۶٫۹۷ کیلومترمربع مساحت دارد ۲۵۱ متر بالاتر از سطح دریا واقع شده‌است.